# 愛無情
『愛無情』（あいむじょう）は、東海テレビ制作・フジテレビ系列の「昼ドラマ」枠にて、1988年7月4日 - 9月30日に放送された榎木孝明主演のテレビドラマ。正式タイトルは『日本ジャン・バルジャン物語 愛無情』。

## 概要
後述するようにヴィクトル・ユーゴーの『レ・ミゼラブル』（ああ無情）を原作とし、これを明治末期から昭和初期の日本（静岡・牧の原台地と東京）を舞台とした物語へと脚色されたもの。ジャン・バルジャンに相当する主人公（神崎士郎）が神父との出会いの時点では改心せず、東京で偽名を使い事業を始めた時も目的は自分を陥れた者への復讐であるなど、独自の展開も見られる（改心したのは番組が折り返し点を過ぎてからであった）。

## キャスト
- 神崎士郎：榎木孝明
- 小泉（川上）雪子：原日出子
- 石田啓輔：大橋吾郎
- 川上哲三：岡本信人
- 神崎順子：立花理佐
- 久保菜穂子
- 野口ふみえ
- 小坂一也
- 浅利香津代
- 内田朝雄
- 井上昭文
- 高沢順子
- 石橋保
- 不破万作
- 三田村賢二
- 荒川亮
- 勇静華
- 小林昭二
- 内田あかり
- 永光基乃
- 出光元
- 五月晴子
- 大鹿次代

## スタッフ
- 原作：ヴィクトル・ユーゴー『レ・ミゼラブル』
- 脚本：石堂淑朗、鶉野昭彦、佐々木守
- 演出：花堂純次、福田真治、松生秀二、小野俊和
- プロデューサー：松本嘉孝、福田真治、小野俊和
- 音楽：津島利章
- ナレーション：稲垣美穂子
- 企画：出原弘之
- 制作：東海テレビ、泉放送制作